# Кулик, Александр Павлович (Герой Советского Союза)
Алекса́ндр Па́влович Кули́к (1908—1945) — лейтенант Рабоче-крестьянской Красной Армии, участник Великой Отечественной войны, Герой Советского Союза (1945).

## Биография
Александр Кулик родился 15 ноября 1908 года в селе Деревецкое (ныне — Бердянский район Запорожской области Украины). Украинец. До войны работал сначала бухгалтером в сельскохозяйственной артели у себя на родине, позднее переехал в Мариуполь. В июле 1941 года Кулик был призван на службу в Рабоче-крестьянскую Красную Армию. С июля 1943 года — на фронтах Великой Отечественной войны. Первоначально был санинструктором, но осенью 1944 года окончил курсы политработников, в звании лейтенанта стал парторгом батальона 113-го стрелкового полка 32-й стрелковой дивизии 4-й ударной армии 1-го Прибалтийского фронта. Отличился во время освобождения Прибалтики.
Во время наступления советских войск в Литовской ССР Кулик постоянно находился на передовой. В ночь с 28 на 29 января 1945 года он в составе штурмовой роты под вражеским огнём по льду перебрался через Куршский залив и принял активное участие в боях за захват и удержание плацдарма на Куршской косе. Противник предпринял шесть контратак, но все они были отбиты. Во время последней из контратак, когда у Кулика кончились патроны, он продолжал сражаться врукопашную, уничтожив более 10 вражеских солдат, но и сам при этом погиб. Похоронен на воинском кладбище в населённом пункте Кайряй Клайпедского района Литвы.
Указом Президиума Верховного Совета СССР от 19 апреля 1945 года за «мужество, отвагу и героизм, проявленные в борьбе с немецкими захватчиками» лейтенант Александр Кулик посмертно был удостоен высокого звания Героя Советского Союза. Также был награждён орденами Ленина и Славы 3-й степени, двумя медалями «За отвагу».
В честь Кулика названы улица в Мариуполе и океанский рыболовный траулер.